# جزيرة لارك
لارك هي جزيرة تقع على الساحل الشرقي في مياه الخليج العربي بمضيق هرمز في إيران.

## الجغرافيا
يقابل جزيرة لارك كلٌ من جزيرة قشم (أكبر جزر الخليج) وجزيرة هرمز وجزيرة هنجام. يبلغ طول جزيرة لارك 6 أميـال، وعرضها 4 أميال، وهي دائرية بيضاوية الشكـل.
ومن خواصها كثرة الأملاح والأغنام والغزلان. كما تحتوي على النفط. وتعشّش الشعب المرجانية والسلاحف بساحلها الغربي في منطقة سندوم (السالمي) وأيضاً في منطقة الموشة المقابلة لجزيرة قشم.
وفي الجزيرة عدة مرتفعات منها منطقة الصنانية التي تطلّ بناحية الجنوب، وقمة تدعى صحرن، وأخرى في منطقة كوربي، وأخرى في منطقة «البلد»[بحاجة لمصدر] أو لبطياب وتسمى قاف كوين.

## التسمية
جـاءت تسمية «لارك» نسبة لشجرة الأراك وهي شجرة موسمية تنبت عند ضفاف البحر والأماكن المالحة، مقاومة للعطش، ومنها يُصنع السواك ويُقال أنّ التسمية جاءت بزمن الفتوحات الإسلامية.

## التاريخ والسكان
خلال الاحتلال البرتغالي في القرن السادس عشر، بنى البرتغاليون حصونًا في الجزيرة، وكذلك على جزيرتي قشم وجزيرة هرمز القريبتين. وتحتوي الجزيرة على قاعدة عسكرية إيرانية تحتفظ بالعديد من صواريخ أرض-أرض من طراز سيلكورم HY-2 صينية الصنع التي وضعت هناك في عام 1987.
أسست محطة عائمة في جزيرة لارك في يونيو 1986. وتعرضت الجزيرة للقصف من قبل العراق في نوفمبر وديسمبر 1986، كجزء من الحرب العراقية الإيرانية. وكجزء من عملية فرس النبي، أغرقت البحرية الأمريكية الفرقاطة الإيرانية سهند، على بعد 200 متر جنوب غرب جزيرة لارك. وفي 14 مايو 1988 غرقت أكبر سفينة في ذلك الوقت، ناقلة النفط الليبيرية العملاق البحري، أثناء حملها للنفط الإيراني الخام، بواسطة صواريخ عراقية مضادة للسفن قبالة ساحل جزيرة لارك. وأعيد تعويم السفينة لاحقًا وإصلاحها واستخدامها لبضع سنوات أخرى.